# كريستير إريكسون
كريستير إريكسون (بالسويدية: Christer Ericsson)‏ هو شخصية أعمال سويدي، ولد في 27 مارس 1942 في خوفدة في السويد، وتوفي في 28 يونيو 2016 بسبب غرق.